# Runenstein Sö 96

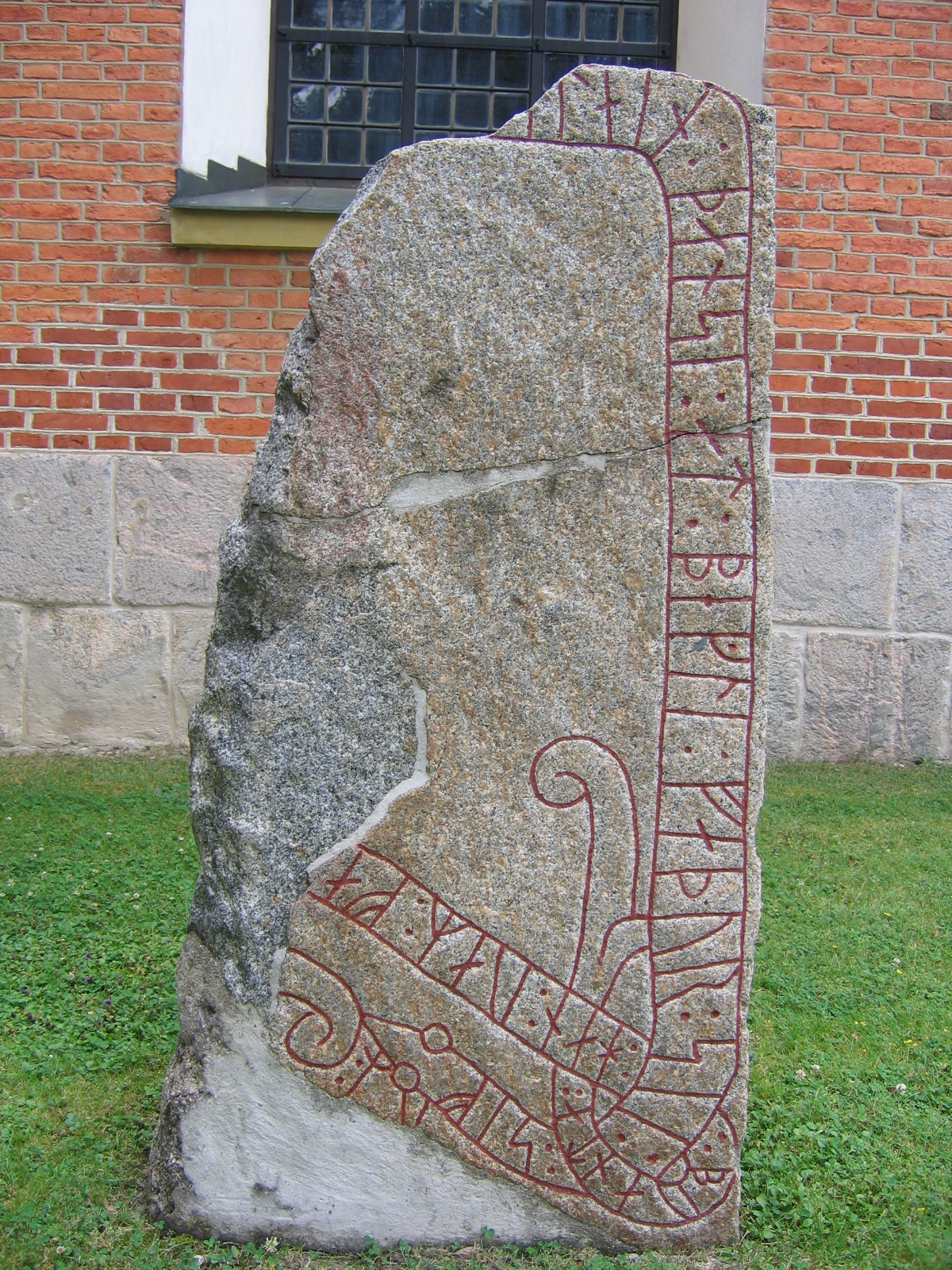
Runenstein Sö 96

Der Runenstein Sö 96 gehört zusammen mit Runenstein Sö 97 und den Fragmenten der Runensteine Sö 98 bis Sö 100 zu den Runensteinen der Jäders kyrka in Jäder bei Kjulaås, nordöstlich von Eskilstuna in Södermanland in Schweden.
Sö 96 ist ein halbiertes Runensteinfragment aus bläulichem Granit, das sich bis 1883 an der Tür der Sakristei befand. Jetzt steht es neben Sö 97 an der Südostecke der Kirche. Der Stein ist 1,65 m hoch, 1,2 m breit und 0,16 bis 0,22 m dick. Die 8,0 bis 16 cm hohen Runen befinden sich auf der Südseite und Westkante.
Der Stein wird allgemein als einer der Ingvarsteine (schwedisch Ingvarsstenar) betrachtet. Die Verzierung erinnert an Ingvarsteine in der Nachbarschaft, aber die stärkste Annahme ist der Textteil „Han var faren“, (mit Ingvar) der an Sö 105 in Högstena erinnert:
Die Inschrift in mindestens zwei Schlangenbändern beginnt mit: „… diesen Stein nach Bägler, seinem Vater, Ehemann von Safa.“ Der Name Bägler steht nur auf diesem Stein, und es wird angenommen, dass es sich um einen Spitznamen handelt, dessen ursprüngliche Bedeutung unklar ist. Es gibt Vorschläge, aber keiner ist besonders sicher.